# Jérôme Perreau, héros des barricades
Pour plus de détails, voir Fiche technique et Distribution.
Jérôme Perreau, héros des barricades est un film français réalisé par Abel Gance, sorti en 1935.

## Synopsis
En 1648, à l'époque de la Fronde, les aventures de Jérôme Perreau, un brave tailleur-fabricant de pourpoints parisien.

## Fiche technique
- Réalisation : Abel Gance
- Scénario et dialogues : Paul Fékété, d'après le roman de Henry Dupuy-Mazuel
- Directeur de la photographie : Roger Hubert
- Décors : Robert-Jules Garnier et Armand Bonamy
- Musique : Maurice Yvain
- Société de production : Productions Parisiennes
- Pays d'origine :  France
- Format :  Noir et blanc — 1,37:1 —  35 mm — Son mono
- Genre : Comédie, film d'aventures et film historique
- Durée : 115 minutes
- Date de sortie : France : 22 novembre 1935

## Distribution
- Georges Milton : Jérôme Perreau
- Samson Fainsilber : Conti
- Tania Fédor : Anne d'Autriche
- Valentine Tessier : Madame de Chevreuse
- Robert Le Vigan : Mazarin
- Jean Bara : Louis XIV enfant
- Janine Borelli : Jeanne Roussel
- Irène Brillant : Marie Perreau
- Jean Buquet
- Julien Clément : le moine
- Fernand Fabre : Beaufort
- Gabriel Farguette
- Yves Gladine
- Serge Grave : le petit Louis Perreau
- Irène Jeanning
- Denise Jovelet
- Jane Lamy : la princesse de Conti
- Bernard Lancret : Barzanges
- Georges Mauloy : Laporte
- Émile Mylo : Guitaut
- Saint-Hallier : Comminges
- Claire Saint-Hilaire : Madame de Longueville
- Robert Seller : Molé
- Made Siamé : Madame de Villèle
- Abel Tarride : Broussel

## Autour du film
« [...] Jovial, malin, ce petit tanneur-pourpointier s'amuse en pleine Fronde avec l'enfant-roi, parle d'égal à égal avec Mazarin et Conti, et rétablit l'ordre et la sécurité. »

— Olivier Barrot et Raymond Chirat, Noir et Blanc - 250 acteurs français du cinéma français 1930-1960, Paris, Flammarion, 2000, p. 381